# Сірґала
Сі́рґала (ест. Sirgala küla) — село в Естонії, у міському самоврядуванні Нарва-Йиесуу повіту Іда-Вірумаа.

## Історія
До 21 жовтня 2017 року поселення Сірґала (Sirgala asum) адміністративно входило до складу Війвіконна (Viivikonna linnaosa), найвіддаленішого району міста Кохтла-Ярве. Під час реформи 2017 року Уряд Естонії своїм рішенням приєднав до самоврядування Нарва-Йиесуу територію району Війвіконна разом з поселенням Сірґала, утворивши на їх місці два села — Війвіконна та Сірґала.